# كاتدرائية القديس باتريك (ملبورن)

كاتدرائية القديس باتريك هي كاتدرائية رومانية كاثوليكية تقع في ملبورن بولاية فيكتوريا، أستراليا.